# Mañana maldita
Mañana maldita fue un programa radial peruano transmitido por Radio Planeta 107.7, conducido por Daniel Marquina y Jorge Aguayo con los temas del día, parodias, noticias y canciones en inglés. El programa se transmitió de lunes a viernes de 6:00 a. m. a 10:00 a. m.. y tuvo como último programa el viernes 17 de diciembre de 2021.
En este programa, se abordaron temas de la actualidad de forma inmadura pero cómica, recurriendo a distintos personajes para interpretar situaciones graciosas y recrear momentos virales. El programa fue bastante popular entre los jóvenes de 11 a 25 años.
El 22 de noviembre de 2019, Gonzalo Torres y el productor Augusto "Papopa" Robles dejan la emisora para centrarse en proyectos personales. A su vez, Daniel Marquina asumió en solitario la conducción del programa hasta la incorporación de Jorge Aguayo en 2020.

## Historia
El programa comenzó a transmitirse el 13 de mayo del 2002 en un momento en que la emisora radial decidió darle nombre a los diferentes espacios que conducían los locutores. Sus primeros conductores fueron Daniel Marquina y Juan Francisco Escobar, el cual había sido conductor de otro programa llamado "Los TTT" (Tres Tristes Tontos) en la emisora Studio 92, pero 3 años más tarde Juan Francisco dejaría el programa por realizar otros proyectos en la radio.
La incorporación en 2005 del actor Gonzalo Torres, previamente conocido por el papel de "Gonzalete" en Patacláun, cambió el giro del mismo a una fórmula más juvenil y dinámica. El programa siempre tuvo muy buena audiencia pero perdió muchos oyentes debido a que la emisora se especializó en transmitir música en inglés, lo cual redujo su mercado.
Tras la salida de Gonzalo Torres y el productor Augusto "Papopa" Robles de Planeta 107.7 en noviembre de 2019, muchos oyentes que escuchaban el programa matutino se vieron sorprendidos. Sin embargo, el programa regresó días después, luego de que Daniel Marquina asumiera la conducción en solitario, incorporándose el locutor Jorge Aguayo en marzo del siguiente año.
El último programa se emitió por Radio Planeta el viernes 17 de diciembre de 2021 en el horario habitual y se tuvo diferentes segmentos, dentro de ellos la canción que te recuerda a Mañana Maldita, los audios de los oyentes, saludos de Juan Francisco Escobar, Gonzalo Torres y Augusto "Papopa" Robles.

## Secuencias

### Personajes «malditos»
- La Tía Portola: Parodia realizada por Daniel Marquina de la cantante criolla Bartola. Es una cocinera y cantante de trato afable y maternal, cuyo insumo principal en la cocina es la carne de gato.[10][11][12][13]
- La Baby Witch: Parodia realizada por Gonzalo Torres, cuyo personaje fue inicialmente concebido como Chosita Rung (parodia de la vidente Rosita Chung). Es una vidente de dudosa credibilidad, que lee sus "horóscortos" (versión resumida de los horóscopos), promociona productos esotéricos y que esparce "vibras" positivas antes de desaparecer.[14][15][16][17][18]
- Don Perrito: Parodia realizada por Daniel Marquina al cocinero Pedro Villalba, "Don Pedrito". Es un veterano chef de maneras perrunas que se asume como precursor de la gastronomía peruana.[19][20]
- Safari Joe: Segmento en el que interpreta a un estereotipado cazador extranjero que busca y reconoce a las especies (las clases sociales) peruanas. Este recorre las calles de Lima investigando a los "especímenes" que la habitan, observando su comportamiento, estilo de vida y su hábitat.
- Tony Ñaja: Un típico animador infantil, Antonio Ñajardo, le da consejos inútiles a los niños sobre cualquier tema; sin embargo, la forma de hablar del animador hace imposible de entender. No se supo más de este personaje después de su supuesta muerte, planeada por su locutor (la otra voz que lo acompañaba) que le dio un vaso con una bebida envenenada para eliminarlo y quedarse con el programa.
- Bruce Wi Lee: Parodia de Bruce Lee, es un karateca y chef de su propio restaurante "Jama-Miau" y su dojo "Pinche-Miau" en el que, junto a su ayudante Gochi Ko-Rioto, reciben a variadas personalidades del espectáculo peruano e invitados internacionales.
- Narizet y el Pastor "Pare de Pujar": Sátira del programa Pare de Sufrir, es un segmento en el que interpretan al sacerdote de una Iglesia y su acólito, quienes se encargan de vender en euros distintos artículos modernos y que, supuestamente, te ayudaran o curarán de algo, pero al final resultan disfuncionales y demasiado caros para la gente de cualquier país.
- La Noche del Monse: Parodia de La noche del once,[21][22] antiguo programa de RBC Televisión, donde se recrean situaciones cómicas entre el Tío Ricardo (parodia del animador Ricardo Belmont), el Angelillo (parodia del comentarista deportivo Gian Carlo Vacchelli), Tor Felipe (parodia del locutor Héctor Felipe), la Colombiana (parodia de la animadora Luz María Ceballos) y Josecito (parodia del conductor Joselito Carrera).
- El Show de Lalito y el Seco: Un par de periodistas deportivos, el "Seco" (parodia del comentarista deportivo Emilio Laferranderie, "El Veco") y "Lalito" (parodia del comentarista deportivo Lalo Archimbaud) no hablan nada sobre deportes, su programa empieza con unos chistes nada graciosos del “Seco” y luego continúan con unos mixes y trimixes, en el cual combinaban canciones modernas y antiguas, para terminar hablando sobre los deportistas del pasado.

### Webbin «maldito»
- Puras Bolas: Sección deportiva en la cual hablan de todos los ámbitos del deporte y recurren a su colega Papopa, ya que él cuenta con grandes conocimientos deportivos, aunque casi siempre termina malogrando el micrófono que utiliza.
- Fue Ayer y Si Me Acuerdo: Sección en la cual ellos mencionan anécdotas ocurridas al día anterior a la fecha que normalmente tienen que ver el con el tema que hablan en su programa.
- Tráfico Maldito: Un par de exmiembros del serenazgo limeño cuyo nombre real se desconoce pero se llaman a sí mismos Larva Gringa y Rata Zamba, los cuales intentan ganar dinero de manera fácil, cueste lo que cueste, sus “aventuras” se llevan a cabo en la ciudad de Lima en la que se encuentran con figuras políticas y del espectáculo.
- Gorreando Kiosko: Sección en la que le leen las noticias y las examinan a su propio punto de vista y lo comentan de forma graciosa.
- La Noticia Que A Nadie Le Importa: También conocida como L.N.Q.A.N.L.I. es una sección en la cual los conductores hablan sobre una noticia de poco interés para la gente, pero ellos lo amplían de un modo tal que se vuelve interesante.

### Radios «malditas»
Segmento del programa en el que se burlan de las radios peruanas más populares, tales como Top FM, Radio Moda, Radio Doble 9, Radio Oxígeno, Radio Felicidad y Radio Unión.
- Radio Próstata, "Las peores desgracias de tu vida": Parodia a Radio Felicidad. Radio conducida por dos locutores ancianos: Pelotulio Chacaltana, encargado de reproducir canciones de los años 1960 y 1970 y de recordar hechos históricos ficticios, y Cherres, responsable de dar la hora, de narrar los comerciales de productos antiguos, y de anunciar el fallecimiento de algún personaje de la cultura popular.
- Radio La People, "De la gente para la gente": Parodia a Radio VivaFm. Esta radio es conducida por La Flacota y El Doctoraso, los cuales se pasan todo el programa comentando noticias que al final ni ellos entienden y riéndose de cualquier cosa. Para obtener audiencia tienen que regalar cosas.

- Radio Batería FM, "Tu radio amiga":  Parodia a Radio Moda. Conducido por Chiki Pop y Chicle Poff. En esta radio se trasmite música urbana dirigida a las clases bajas y periféricas, interactuando con los radiooyentes "El serio" y "El activado" a través de un concurso de cultura general, que siempre fallan en responder. Durante el programa, Chiki Pop compara artistas y personajes con la pregunta “¿Quién fue más?”. Al final del programa, se dan nombres de las discotecas más activadas.

- Radio 666, "La radio cool en Lima": Parodia a Radio Doble Nueve. También llamada Radio Triple 6, esta radio tiene por conductores a Dick Mellow y Pete P. Lynn, los cuales presentan las canciones más modernas generalmente de grupos indie (o Metal), presentando la mayor combinación de géneros, tales como Lucy of the Cross, Mero Mero and the Radio Reflex, Jean Paul Strauss and the Tongo Experiments o Gonzalo Happiness and the Action Popular. En este segmento también presentan su publicidad, generalmente a conciertos tributo de seis horas. Otro personaje es el reportero de las playas, algunas veces acompañado de curiosos personajes como Namor o "La Reina" Sofi Mulanovich.

- Radio Sentimiento, "Completamente enamorados": Parodia a Radio Corazón o Ritmo Romántica. Es conducido por Eduardo Germán alias "El cariñoso" (parodia al locutor Héctor Felipe) y la vidente Chosita Rung (parodia de Rosita Chung, antecedente de la "Baby Witch").
- Radio Reflejos, "Oxidados en los 80's": Parodia a Radio Oxígeno. Conducido por Randy “El Gato” Volter (Borthayre), el cual se encarga de regalar artículos de los 80 (previo anuncio publicitario ochentero), o entradas para ver una película antiquísimas o entradas a un restaurante de esa época, de contestar llamadas de personajes de los 80, los cuales tienen la misma voz, lo cual confunde a Randy y este le pregunta: Hola con quien hablo ¿Hermanito o Hermanita?. Y también de poner sus pedidos musicales, los cuales son temas en inglés y debido a esto Randy los traduce mal.

- Radio Camión, "Chacchando música": Parodia a Radio Unión. Conducido por los personajes Jonathan el Añuje Canchis y Margaracha, en este programa pasan música de géneros musicales tales como folclore, cumbia y chicha, y se incluyen comerciales, para los cuales Margaracha pone una voz más suave. El segmento, hace una sana y acertada sátira del estilo de vida de las tribus urbanas del país.

### Otras secuencias
- "Maldito por un día": Fue un segmento del último viernes de cada mes en el cual asistía el público que siempre participa, ya sea a través del foro, llamadas o mensajes de texto. Los participantes aportaran en algunos segmentos del programa y podrán elegir el tema a tratar en la siguiente emisión.

## Legado
La noticia del fin de Mañana maldita luego de casi dos décadas en diciembre de 2021 entristeció a muchos usuarios de redes sociales, quienes expresaron su pesar escribiendo sentidos agradecimientos a los integrantes del programa.
En febrero de 2022, Daniel Marquina, Gonzalo Torres y Augusto Robles se volvieron a juntar para crear Los malditos podcast, un proyecto en formato podcast que reproduce la dinámica de lo que fue Mañana maldita.